# Scleruridae
Scleruridae är en familj av ordningen tättingar. Den omfattar två släkten med 18–19 arter lövkastare och minerare som förekommer framför allt i Sydamerika, men även i Centralamerika:
- Lövkastare (Sclerurus)
  - Roststrupig lövkastare (S. mexicanus)
  - Kortnäbbad lövkastare (S. rufigularis)
  - Fjällstrupig lövkastare (S. guatemalensis)
  - Svartstjärtad lövkastare (S. caudacutus)
  - Gråstrupig lövkastare (S. albigularis)
  - Rödbröstad lövkastare (S. scansor)
    - "Cearalövkastare" (S. [s.] cearensis) – urskiljs som egen art av Birdlife International
- Minerare (Geositta)
  - Campominerare (G. poeciloptera)
  - Patagonienminerare (G. cunicularia)
  - Punaminerare (G. punensis)
  - Eldslandsminerare (G. antarctica)
  - Smalnäbbad minerare (G. tenuirostris)
  - Gråminerare (G. maritima)
  - Kustminerare (G. peruviana)
  - Junínminerare (G. saxicolina)
  - Rostvingad minerare (G. rufipennis)
  - Isabellaminerare (G. isabellina)
  - Tjocknäbbad minerare (G. crassirostris)

Arterna placeras traditionellt i familjen ugnfåglar (Furnariidae), men urskiljs av vissa som en egen familj efter DNA-studier.